# پان چنگ-تسونگ
پان چنگ-تسونگ (انگلیسی: Pan Cheng-tsung; ۱۲ نوامبر ۱۹۹۱) گلف‌باز اهل تایوان بود.